# Sébrétenga Dé Godin
Ne doit pas être confondu avec Sébrétenga.
Sébrétenga Dé Godin est une commune située dans le département de Tenkodogo de la province de Boulgou dans la région du Centre-Est au Burkina Faso.